# Veszprém Lizards
A Veszprém Lizards, becenevén „Gyíkok”, egy magyar floorball csapat Veszprémben. A csapat 1991-ben alakult, és az Országos Bajnokság II. osztályában szerepel. A játékosok többsége a veszprémi Pannon Egyetem jelenlegi vagy egykori hallgatója. A Gyíkok az OB II mellett rendszeres résztvevői a Magyar Egyetemi-Főiskolai Országos Bajnokságnak (MEFOB), és más megrendezésre kerülő kupáknak is. A város évente helyet ad a Veszprém Open nevezetű nemzetközi floorball kupának is.

## Csapat színek

### Címer
A címer egy fekete „pajzs” formájú motívum, aminek a kerülete fehér, piros és szürke színnel van ellátva. Megtalálható rajta a csapat neve, székhelye, az alapítási év és jelképe egy zöld gyík, ami a farkával egy floorball labdát tart.

### Mezek
A jelenlegi mez összeállítások a sárga-fekete és a piros-fehér.

## Játékoskeret (2008/2009)
"C" = Csapatkapitány
| #  | Név              | Bevenév | Poszt  | Születési dátum      | Szezonok           |
| -- | ---------------- | ------- | ------ | -------------------- | ------------------ |
| 1  | Rabb Gergely     | Rabby   | kapus  | 1982. május 26.      | 5. szezon (2004–)  |
| 3  | Koscsó Ádám      | Kölyök  | csatár | 1991. február 21.    | 3. szezon (2006–)  |
| 4  | Tóth Péter       | Boci    | csatár | 1983. november 21.   | 7. szezon (2002–)  |
| 6  | Kuti Balázs      | Kuba    | védő   | 1981. február 21.    | 9. szezon (2000–)  |
| 8  | Kiss Zoltán      | Zozi    | csatár | 1980. október 23.    | 9. szezon (2000–)  |
| 9  | Kis Szilveszter  | Sly     | védő   | 1987. szeptember 14. | 5. szezon (2004–)  |
| 11 | Jánosa Márton    | Marci   | csatár | 1986. december 31.   | 6. szezon (2003–)  |
| 13 | Török András     | Kurd    | csatár | 1978. augusztus 16.  | 11. szezon (1998–) |
| 14 | Holéczy Gergely  | Holé    | csatár | 1984. március 6.     | 7. szezon (2002–)  |
| 15 | Kolossváry Dávid | Dávid   | csatár | 1982. március 16.    | 9. szezon (2000–)  |
| 16 | Knór Gábor "C"   | Seti    | védő   | 1983. február 16.    | 8. szezon (2001–)  |
| 18 | Dallos Dániel    | Dani    | védő   | 1986. december 12.   | 6. szezon (2003–)  |
| 21 | Kulitsán Gábor   | Kuli    | védő   | 1986. február 18.    | 7. szezon (2002–)  |
| 22 | Fergelt István   | Isti    | csatár | 1988. március 27.    | 7. szezon (2002–)  |
| 39 | Sütöri Péter     | Süti    | csatár | 1986. március 8.     | 9. szezon (2000–)  |
| 88 | Boldizsár László | Boldi   | csatár | 1988. április 4.     | 6. szezon (2003–)  |
|    | Kovács Tamás     | Tomi    | edző   |                      | 3. szezon (2006–)  |

## Aktuális szezon (2008–2009)

### OB II.

#### Tabella
M = Mérkőzések, Gy = Győzelmek, D = Döntetlenek, V = Vereségek, Gk = Gólkülönbség, P = Pontok, Kp = kiállítás percek

Az Ares HC U 21 a 10 fordulós alapszakasz végén az eredményétől függetlenül kiesik és nem jut tovább a playoffs-ba.

Jelek:

z - megnyerte az alapszakaszt

x - tovább jutott a playoffs-ba

o - nem jutott a playoffs-ba

| Csapat               | M | Gy | D | V | Gk    | P  | Kp |
| -------------------- | - | -- | - | - | ----- | -- | -- |
| x - Diamonds SK      | 5 | 5  | 0 | 0 | 55-19 | 10 | 8  |
| x - Miskolci FE      | 7 | 4  | 0 | 3 | 34-38 | 8  | 10 |
| Paksi FK             | 6 | 3  | 0 | 3 | 41-43 | 4  | 16 |
| Rudas FT             | 6 | 2  | 0 | 4 | 26-38 | 4  | 25 |
| VESC Lizards Fitt SE | 7 | 1  | 0 | 6 | 33-50 | 2  | 14 |
| o - Ares HC U 21     | 5 | 3  | 0 | 2 | 39-40 | 6  | 34 |

#### Kanadai táblázat
M = Mérkőzések, G = Gólok, Gp = Gólpasszok, P = Pontok, "K" = Kapus, Kp = Kiállítás percek
| Játékos          | M | G | Gp | P  | Kp |
| ---------------- | - | - | -- | -- | -- |
| Török András     | 7 | 7 | 6  | 13 | 0  |
| Kolossváry Dávid | 7 | 6 | 2  | 8  | 0  |
| Kiss Zoltán      | 5 | 2 | 6  | 8  | 2  |
| Tóth Péter       | 6 | 2 | 4  | 6  | 2  |
| Knór Gábor       | 7 | 4 | 1  | 5  | 0  |
| Sütöri Péter     | 5 | 4 | 0  | 4  | 2  |
| Koscsó Ádám      | 6 | 0 | 4  | 4  | 0  |
| Kis Szilveszter  | 7 | 3 | 0  | 3  | 0  |
| Jánosa Márton    | 6 | 2 | 1  | 3  | 2  |
| Fergelt István   | 5 | 2 | 1  | 3  | 2  |
| Holéczy Gergely  | 5 | 1 | 1  | 2  | 2  |
| Kulitsán Gábor   | 6 | 0 | 1  | 1  | 0  |
| Dallos Dániel    | 7 | 0 | 0  | 0  | 2  |
| Rabb Gergely "K" | 6 | 0 | 0  | 0  | 0  |
| Kuti Balázs      | 4 | 0 | 0  | 0  | 0  |
| Csomor Tamás "K" | 0 | 0 | 0  | 0  | 0  |
| Boldizsár László | 0 | 0 | 0  | 0  | 0  |

M = Mérkőzések, Gy = Győzelmek, Sz = Százalék, Kg = Kapott gólok, Kgá = Kapott gólátlag
| Kapusok      | M | Gy | Sz     | Kg | Kgá  |
| ------------ | - | -- | ------ | -- | ---- |
| Rabb Gergely | 7 | 1  | 14,29% | 50 | 7,14 |
| Csomor Tamás | 0 | 0  | 0%     | 0  | 0,00 |
| Kölcsönadva  |   |    |        |    |      |
| Csomor Tamás | 2 | 0  | 50,00% | 17 | 8,50 |

#### Mérkőzések
| Dátum                  | Ellenfél    | Helyszín    | Eredmény       | Győztes gól  |
| ---------------------- | ----------- | ----------- | -------------- | ------------ |
| 2008. augusztus 24.    | Rudas FT    | Dunaújváros | 5-8 (győzelem) | Török András |
| 2008. szeptember 7.    | Ares HC U21 | Veszprém    | 3-7 (vereség)  | -            |
| 2008. szeptember 21.   | Diamonds SK | Veszprém    | 5-12 (vereség) | -            |
| 2008. október 5.       | Miskolci FE | Miskolc     | 3-2 (vereség)  | -            |
| 2008. október 26.      | Rudas FT    | Veszprém    | 3-4 (vereség)  | -            |
| 2008. november 8.      | Paksi FK    | Veszprém    | 5-7 (vereség)  | -            |
| 2008. november 15.     | Ares HC U21 | Budapest    | 12-7 (vereség) | -            |
| 2008. november 29.     | Diamonds SK | Budapest    | -              | -            |
| 2009. január 24.v25    | Miskolc FE  | Veszprém    | -              | -            |
| 2009. január 31.v02.01 | Paksi FT    | Paks        | -              | -            |

## Örök mérleg
M = Mérkőzések, Gy = Győzelmek, D = Döntetlenek, V = Vereségek, Gk = Gólkülönbség, P = Pontok

### OB II.
| M  | Gy | D | V  | Gk      | P  |
| -- | -- | - | -- | ------- | -- |
| 88 | 33 | 5 | 50 | 484-556 | 71 |

### MEFOB
| M  | Gy | D | V  | Gk     | P  |
| -- | -- | - | -- | ------ | -- |
| 31 | 15 | 5 | 11 | 102-59 | 35 |

### Játékosok
Legtöbb gól (2002-2003–)

OB II.: Tóth Zoltán - 118

MEFOB: Tóth Zoltán - 24 

Legtöbb gólpassz (2003-2004–)

OB II.: Tóth Zoltán - 58

MEFOB: Tóth Zoltán - 19

Legtöbb pont (2002-2003–)

OB II.: Tóth Zoltán - 176

MEFOB: Tóth Zoltán - 43

Legtöbb kiállítás perc (2008-2009–)

OB II.: Jánosa Márton, Sütöri Péter, Fergelt István, Tóth Péter, Dallos Dániel, Holéczy Gergely, Kiss Zoltán - 2

## Szezon eredmények

### 2002–2003

#### OB II.
M = Mérkőzések, Gy = Győzelmek, D = Döntetlenek, V = Vereségek, Gk = Gólkülönbség, P = Pontok
| Csapat           | M | Gy | D | V | Gk    | P |
| ---------------- | - | -- | - | - | ----- | - |
| Veszprém Lizards | 9 | 2  | 0 | 7 | 37-49 | 4 |

G = Gólok
| Játékos          | G |
| ---------------- | - |
| Kiss Zoltán      | 8 |
| Tóth Zoltán      | 6 |
| Tóth Péter       | 5 |
| Török András     | 4 |
| Hőgyes Endre     | 2 |
| Holéczy Gergely  | 1 |
| Kolossváry Dávid | 1 |
| Kuti Balázs      | 1 |

#### MEFOB
M = Mérkőzések, Gy = Győzelmek, D = Döntetlenek, V = Vereségek, Gk = Gólkülönbség, P = Pontok, n.a. = nincs adat
| Csapat    | M    | Gy   | D    | V    | Gk    | P    |
| --------- | ---- | ---- | ---- | ---- | ----- | ---- |
| Eger      | n.a. | n.a. | n.a. | n.a. | n.a.  | n.a. |
| Közgáz    | n.a. | n.a. | n.a. | n.a. | n.a.  | n.a. |
| Veszprém  | 5    | 2    | 2    | 1    | 13-13 | 6    |
| MÜTF      | n.a. | n.a. | n.a. | n.a. | n.a.  | n.a. |
| Kodolányi | n.a. | n.a. | n.a. | n.a. | n.a.  | n.a. |
| BME       | n.a. | n.a. | n.a. | n.a. | n.a.  | n.a. |
| Zrínyi    | n.a. | n.a. | n.a. | n.a. | n.a.  | n.a. |
| SZIF      | n.a. | n.a. | n.a. | n.a. | n.a.  | n.a. |

G = Gólok
| Játékos          | G |
| ---------------- | - |
| Kiss Zoltán      | 5 |
| Tóth Zoltán      | 4 |
| Kolossváry Dávid | 2 |
| Horváth          | 1 |

### 2003–2004

#### OB II.
M = Mérkőzések, Gy = Győzelmek, D = Döntetlenek, V = Vereségek, Gk = Gólkülönbség, P = Pontok, n.a. = nincs adat
| Csapat                    | M  | Gy   | D    | V    | Gk    | P  |
| ------------------------- | -- | ---- | ---- | ---- | ----- | -- |
| Szent-Györgyi Szombathely | 10 | 10   | 0    | 0    | n.a.  | 20 |
| Szőnyi PK B               | 10 | n.a. | n.a. | n.a. | n.a.  | 13 |
| Veszprém Lizards          | 10 | 5    | 1    | 4    | 39-32 | 11 |
| ETO HC Győr               | 10 | n.a. | n.a. | n.a. | n.a.  | 6  |
| Bródy Gimnázium Ajka      | 10 | n.a. | n.a. | n.a. | n.a.  | 5  |
| Nagykanizsai FE           | 10 | n.a. | n.a. | n.a. | n.a.  | 5  |

G = Gólok, Gp = Gólpasszok, P = Pontok
| Játékos          | G  | Gp | P  |
| ---------------- | -- | -- | -- |
| Tóth Zoltán      | 16 | 10 | 26 |
| Török András     | 7  | 6  | 13 |
| Kiss Zoltán      | 7  | 4  | 11 |
| Tóth Péter       | 3  | 3  | 6  |
| Kolossváry Dávid | 1  | 3  | 4  |
| Tamás András     | 2  | 1  | 3  |
| Kuti Balázs      | 2  | 0  | 2  |
| Rajnai Gábor     | 0  | 2  | 2  |
| Holéczy Gergely  | 1  | 0  | 1  |
| Hőgyes Endre     | 0  | 1  | 1  |

#### MEFOB
M = Mérkőzések, Gy = Győzelmek, D = Döntetlenek, V = Vereségek, Gk = Gólkülönbség, P = Pontok, n.a. = nincs adat
| Csapat    | M    | Gy   | D    | V    | Gk   | P    |
| --------- | ---- | ---- | ---- | ---- | ---- | ---- |
| Eger      | n.a. | n.a. | n.a. | n.a. | n.a. | n.a. |
| Közgáz    | n.a. | n.a. | n.a. | n.a. | n.a. | n.a. |
| Kodolányi | n.a. | n.a. | n.a. | n.a. | n.a. | n.a. |
| Miskolc   | n.a. | n.a. | n.a. | n.a. | n.a. | n.a. |
| Veszprém  | 5    | 2    | 3    | 0    | 14-8 | 7    |
| BGF       | n.a. | n.a. | n.a. | n.a. | n.a. | n.a. |
| Pécs      | n.a. | n.a. | n.a. | n.a. | n.a. | n.a. |
| BDF       | n.a. | n.a. | n.a. | n.a. | n.a. | n.a. |

G = Gólok, Gp = Gólpasszok, P = Pontok
| Játékos          | G | Gp | P |
| ---------------- | - | -- | - |
| Török András     | 6 | 2  | 8 |
| Tóth Zoltán      | 1 | 6  | 7 |
| Kolossváry Dávid | 4 | 0  | 4 |
| Tóth Péter       | 2 | 0  | 2 |
| Tamás András     | 1 | 0  | 1 |
| Kuti Balázs      | 0 | 1  | 1 |
| Holéczy Gergely  | 0 | 1  | 1 |

### 2004–2005

#### OB II.
M = Mérkőzések, Gy = Győzelmek, D = Döntetlenek, V = Vereségek, Gk = Gólkülönbség, P = Pontok
| Csapat           | M  | Gy | D | V  | Gk     | P  |
| ---------------- | -- | -- | - | -- | ------ | -- |
| Ares HC          | 14 | 13 | 1 | 0  | 113-69 | 27 |
| Diamonds SC      | 14 | 9  | 1 | 4  | 95-61  | 19 |
| White Sharks HC  | 14 | 7  | 2 | 5  | 76-58  | 16 |
| Szombathely DSE  | 14 | 5  | 5 | 4  | 89-80  | 15 |
| SZPK "B"         | 14 | 5  | 3 | 6  | 84-89  | 13 |
| Bajai Darazsak   | 14 | 3  | 3 | 8  | 78-106 | 9  |
| Veszprém Lizards | 14 | 3  | 2 | 9  | 78-104 | 8  |
| Paksi FK         | 14 | 2  | 1 | 11 | 58-95  | 5  |

G = Gólok, Gp = Gólpasszok, P = Pontok, "K" = Kapus
| Játékos          | M  | G  | Gp | P  |
| ---------------- | -- | -- | -- | -- |
| Tóth Zoltán      | 14 | 27 | 20 | 47 |
| Kiss Zoltán      | 13 | 18 | 7  | 25 |
| Tóth Péter       | 13 | 11 | 9  | 20 |
| Török András     | 14 | 9  | 6  | 15 |
| Knór Gábor       | 9  | 4  | 8  | 12 |
| Kolossváry Dávid | 7  | 5  | 3  | 8  |
| Kuti Balázs      | 13 | 1  | 4  | 5  |
| Holéczy Gergely  | 13 | 1  | 3  | 4  |
| Rajnai Gábor     | 7  | 2  | 0  | 2  |
| Tamás András     | 10 | 0  | 2  | 2  |
| Ángyán Tamás "K" | 8  | 0  | 1  | 1  |

#### MEFOB
M = Mérkőzések, Gy = Győzelmek, D = Döntetlenek, V = Vereségek, Gk = Gólkülönbség, P = Pontok

A "Gyíkok" a "B" csoportban a 4. helyen végeztek, így sajnos nem jutottak a kieséses körbe.
| Csapat    | M | Gy | D  | V | Gk   | P |
| --------- | - | -- | -- | - | ---- | - |
| BME       | 4 | 4  | 0. | 0 | 14-4 | 8 |
| Miskolc   | 4 | 3  | 0  | 1 | 10-7 | 6 |
| Kodolányi | 4 | 1  | 0  | 3 | 9-12 | 2 |
| Veszprém  | 4 | 1  | 0  | 3 | 5-9  | 2 |
| SOTE      | 4 | 1  | 0  | 3 | 8-14 | 2 |

### 2005–2006

#### OB II.
M = Mérkőzések, Gy = Győzelmek, D = Döntetlenek, V = Vereségek, Gk = Gólkülönbség, P = Pontok
| Csapat           | M  | Gy | D | V  | Gk     | P  |
| ---------------- | -- | -- | - | -- | ------ | -- |
| Debreceni FSE    | 13 | 10 | 3 | 0  | 133-60 | 23 |
| Miskolc Lyoness  | 10 | 9  | 0 | 3  | 91-66  | 20 |
| Neumann FSE      | 14 | 8  | 3 | 3  | 92-66  | 19 |
| White Sharks HC  | 14 | 7  | 3 | 4  | 96-83  | 17 |
| Bajai Darazsak   | 14 | 7  | 1 | 6  | 112-90 | 15 |
| Veszprém Lizards | 14 | 4  | 1 | 9  | 92-118 | 9  |
| SZPK "B"         | 14 | 2  | 1 | 11 | 65-96  | 5  |
| Ares HC "B"      | 14 | 1  | 0 | 13 | 56-158 | 2  |

G = Gólok, Gp = Gólpasszok, P = Pontok, "K" = Kapus
| Játékos              | M  | G  | Gp | P  |
| -------------------- | -- | -- | -- | -- |
| Tóth Zoltán          | 13 | 29 | 15 | 44 |
| Török András         | 14 | 23 | 11 | 34 |
| Kolossváry Dávid     | 13 | 14 | 7  | 21 |
| Kiss Zoltán          | 11 | 10 | 4  | 14 |
| Tóth Péter           | 14 | 7  | 7  | 14 |
| Knór Gábor           | 13 | 6  | 3  | 9  |
| Holéczy Gergely      | 10 | 3  | 3  | 6  |
| Kuti Balázs          | 13 | 1  | 1  | 2  |
| Jánosa Márton        | 9  | 0  | 2  | 2  |
| Rabb Gergely "K"     | 12 | 0  | 2  | 2  |
| Bezselics István "K" | 2  | 0  | 1  | 1  |
| Tamás András         | 7  | 0  | 0  | 0  |

#### MEFOB
M = Mérkőzések, Gy = Győzelmek, D = Döntetlenek, V = Vereségek, Gk = Gólkülönbség, P = Pontok
| Csapat ("A" csoport")      | M | Gy | D | V | Gk   | P |
| -------------------------- | - | -- | - | - | ---- | - |
| Budapest Műszaki Egyetem   | 4 | 4  | 0 | 0 | 21-5 | 8 |
| Pannon Egyetem             | 4 | 3  | 0 | 1 | 18-5 | 6 |
| Budapesti Corvinus Egyetem | 4 | 2  | 0 | 2 | 12-4 | 4 |
| Szegedi Tudományegyetem    | 4 | 1  | 0 | 3 | 5-20 | 2 |
| Szent István Egyetem       | 4 | 0  | 0 | 4 | 4-26 | 0 |

| Elődöntő                          | Eredmény |
| --------------------------------- | -------- |
| Miskolci Egyetem – Pannon Egyetem | 5-0      |

| III. helyért                                  | Eredmény |
| --------------------------------------------- | -------- |
| Pannon Egyetem – Budapesti Gazdasági Főiskola | 5-6      |

G = Gólok, Gp = Gólpasszok, P = Pontok
| Játékos          | G | Gp | P  |
| ---------------- | - | -- | -- |
| Tóth Zoltán      | 9 | 4  | 13 |
| Knór Gábor       | 4 | 6  | 10 |
| Tóth Péter       | 5 | 2  | 7  |
| Kolossváry Dávid | 2 | 1  | 3  |
| Holéczy Gergely  | 2 | 0  | 2  |
| Pacher Márkus    | 1 | 0  | 1  |
| Jánosa Márton    | 0 | 1  | 1  |

### 2006–2007

#### OB II.
M = Mérkőzések, Gy = Győzelmek, D = Döntetlenek, V = Vereségek, Gk = Gólkülönbség, P = Pontok
| Csapat           | M  | Gy | D | V | Gk    | P  |
| ---------------- | -- | -- | - | - | ----- | -- |
| Veszprém Lizards | 16 | 11 | 1 | 4 | 97-81 | 23 |

G = Gólok, Gp = Gólpasszok, P = Pontok, "K" = Kapus
| Játékos          | M  | G  | Gp | P  |
| ---------------- | -- | -- | -- | -- |
| Tóth Zoltán      | 16 | 40 | 13 | 53 |
| Kolossváry Dávid | 15 | 15 | 15 | 30 |
| Török András     | 16 | 13 | 5  | 18 |
| Knór Gábor       | 16 | 7  | 11 | 18 |
| Kiss Zoltán      | 15 | 12 | 5  | 17 |
| Tóth Péter       | 16 | 7  | 3  | 10 |
| Kuti Balázs      | 16 | 2  | 2  | 4  |
| Jánosa Márton    | 16 | 0  | 4  | 4  |
| Rabb Gergely "K" | 16 | 0  | 3  | 3  |
| Holéczy Gergely  | 14 | 1  | 1  | 2  |
| Páncél Zoltán    | 12 | 0  | 2  | 2  |
| Sütöri Péter     | 5  | 0  | 1  | 1  |
| Dallos Dániel    | 16 | 0  | 0  | 0  |
| Tamás András     | 12 | 0  | 0  | 0  |
| Kis Szilveszter  | 7  | 0  | 0  | 0  |
| Kulitsán Gábor   | 6  | 0  | 0  | 0  |

#### MEFOB
M = Mérkőzések, Gy = Győzelmek, D = Döntetlenek, V = Vereségek, Gk = Gólkülönbség, P = Pontok

A "Gyíkok" a "A" csoportban a 3. helyen végeztek, így sajnos nem jutottak a kieséses körbe.
| Csapat ("A" csoport")       | M | Gy | D | V | Gk   | P |
| --------------------------- | - | -- | - | - | ---- | - |
| Budapesti Corvinus Egyetem  | 4 | 3  | 1 | 2 | 24-5 | 7 |
| Budapest Gazdasági Főiskola | 4 | 3  | 1 | 0 | 23-4 | 7 |
| Pannon Egyetem              | 4 | 2  | 0 | 2 | 19-6 | 4 |
| Semmelweis Egyetem          | 4 | 1  | 0 | 3 | 5-26 | 2 |
| Szent István Egyetem        | 4 | 0  | 0 | 4 | 3-33 | 0 |

G = Gólok, Gp = Gólpasszok, P = Pontok
| Játékos         | G | Gp | P  |
| --------------- | - | -- | -- |
| Tóth Zoltán     | 6 | 4  | 10 |
| Knór Gábor      | 4 | 5  | 9  |
| Tóth Péter      | 3 | 2  | 5  |
| Kis Szilveszter | 1 | 2  | 3  |
| Fergelt István  | 2 | 0  | 2  |
| Dallos Dániel   | 1 | 1  | 2  |
| Sütöri Péter    | 1 | 1  | 2  |
| Jánosa Márton   | 1 | 0  | 1  |
| Földi András    | 0 | 1  | 1  |
| Kulitsán Gábor  | 0 | 1  | 1  |

### 2007–2008

#### OB II.
M = Mérkőzések, Gy = Győzelmek, D = Döntetlenek, V = Vereségek, Gk = Gólkülönbség, P = Pontok
| Csapat                | M  | Gy | D | V  | Gk      | P  |
| --------------------- | -- | -- | - | -- | ------- | -- |
| Szolnok Cannibals     | 18 | 16 | 1 | 1  | 204-64  | 33 |
| Phoenix Fireball SE   | 18 | 14 | 1 | 3  | 179-81  | 27 |
| White Sharks          | 18 | 12 | 2 | 3  | 117-68  | 26 |
| Triton Floorball Team | 18 | 10 | 1 | 7  | 132-92  | 21 |
| Kecskemét-Diamonds    | 18 | 9  | 0 | 9  | 128-119 | 18 |
| Rudas Floorball Team  | 18 | 9  | 0 | 9  | 95-118  | 18 |
| Veszprém Lizards      | 18 | 7  | 0 | 11 | 108-122 | 14 |
| Szent-Györgyi DSE     | 18 | 6  | 1 | 11 | 89-126  | 13 |
| Szegedi FE            | 18 | 2  | 1 | 15 | 65-179  | 5  |
| Ares HC "B"           | 18 | 0  | 1 | 17 | 68-216  | 1  |

G = Gólok, Gp = Gólpasszok, P = Pontok, "K" = Kapus
| Játékos          | M  | G  | Gp | P  |
| ---------------- | -- | -- | -- | -- |
| Török András     | 16 | 30 | 9  | 39 |
| Kiss Zoltán      | 16 | 14 | 12 | 26 |
| Kolossváry Dávid | 13 | 15 | 9  | 24 |
| Tóth Péter       | 16 | 7  | 6  | 13 |
| Knór Gábor       | 16 | 4  | 8  | 12 |
| Sütöri Péter     | 15 | 4  | 7  | 11 |
| Kis Szilveszter  | 15 | 5  | 4  | 9  |
| Jánosa Márton    | 15 | 3  | 6  | 9  |
| Koscsó Ádám      | 14 | 8  | 0  | 8  |
| Fergelt István   | 15 | 4  | 3  | 7  |
| Holéczy Gergely  | 13 | 4  | 2  | 6  |
| Kulitsán Gábor   | 15 | 2  | 2  | 4  |
| Dallos Dániel    | 16 | 2  | 1  | 3  |
| Boldizsár László | 7  | 1  | 2  | 3  |
| Kuti Balázs      | 16 | 1  | 1  | 2  |
| Rabb Gergely "K" | 16 | 0  | 1  | 1  |

#### MEFOB
M = Mérkőzések, Gy = Győzelmek, D = Döntetlenek, V = Vereségek, Gk = Gólkülönbség, P = Pontok
| Csapat ("B" csoport) | M | Gy | D | V | Gk    | P  |
| -------------------- | - | -- | - | - | ----- | -- |
| Elte                 | 5 | 5  | 0 | 0 | 32-3  | 10 |
| Pannon Egyetem       | 5 | 4  | 0 | 1 | 23-4  | 8  |
| DF                   | 5 | 3  | 0 | 2 | 17-22 | 6  |
| BGF                  | 5 | 2  | 0 | 3 | 17-12 | 4  |
| SZIE                 | 5 | 0  | 1 | 4 | 9-32  | 1  |
| MÜTF                 | 5 | 0  | 1 | 4 | 5-30  | 1  |

| Elődöntő                  | Eredmény |
| ------------------------- | -------- |
| Corvinus – Pannon Egyetem | 1-5      |

| Döntő                | Eredmény |
| -------------------- | -------- |
| BME – Pannon Egyetem | 2-0      |

G = Gólok, Gp = Gólpasszok, P = Pontok
| Játékos          | G | Gp | P |
| ---------------- | - | -- | - |
| Tóth Zoltán      | 4 | 5  | 9 |
| Kolossváry Dávid | 4 | 3  | 7 |
| Tóth Péter       | 5 | 1  | 6 |
| Tóth Zsolt       | 5 | 1  | 6 |
| Sütöri Péter     | 4 | 2  | 6 |
| Knór Gábor       | 2 | 3  | 5 |
| Kulitsán Gábor   | 2 | 2  | 4 |
| Jánosa Márton    | 1 | 3  | 4 |
| Holéczy Gergely  | 0 | 3  | 3 |
| Fergelt István   | 1 | 0  | 1 |
| Kis Szilveszter  | 0 | 1  | 1 |

## Veszprém Open
A veszprémiek egyik büszkesége az évente megrendezésre kerülő nemzetközi floorball kupa, a Veszprém Open (VEOP).

VEOP 2007:

1. TJ Sokol Jaroměř 

2. Szőnyi Palánkdöngetők Köre 

3. Jiskra Domažlice Men In Black 

4. Szolnok Cannibals Floorball Klub 

5. Veszprém Lizards 

6. Torpedo Justitia SC 

7. Szent-Györgyi DSE Szombathely 

8. Triton Floorball Team 

VEOP 2008:

1. ARES Hockey Club 

2. THC 

3. Dunai Krokodilok SE 

4. Greasers FBC 

5. Florec Brno 

6. Triton Floorball Team 

7. Veszprém Lizards 

8. Mecman Eger ISE 

9. Paksi Floorball Klub 

10. Torpedo Justitia SC 

Legeredményesebb játékos: Nádor Krisztián - ARES Hockey Club  

Legjobb játékos: Jere Fagerlund - Greasers FBC  

Legjobb hátvéd: Mujahid Attila - ARES Hockey Club   

Legjobb kapus: Sefcik Frante - THC 

## Lásd még
- Floorball